# Bert Middel
Lambertus Peter (Bert) Middel (Groningen, 24 juni 1952) is een Nederlands politicus en bestuurder. Hij was onder andere lid van de Tweede en Eerste Kamer der Staten-Generaal en burgemeester van Smallingerland. Middel is lid van de Partij van de Arbeid (PvdA).

## Biografie
Bert Middel studeerde begin jaren 1970 politieke sociologie en de lerarenopleiding aan de Rijksuniversiteit Groningen. Hij werd in 1973 leraar aan een mavo/mbo in Drachten. Later was hij onder meer directeur van een onderzoek- en organisatieadviesbureau in Assen en directeur van een instituut voor scholing, vorming en training. Binnen zijn partij had hij verschillende vrijwillige functies, onder meer afdelingsvoorzitter, lid van de partijraad en medewerker van partijbladen. In 1974 werd hij in de gemeenteraad van Groningen gekozen, maar was op dat moment te jong om zitting te mogen nemen. Van 1978 tot 1986 was Middel lid van de gemeenteraad van Assen.
Kort na de verkiezingen van 1989 kwam Middel tussentijds in de Tweede Kamer. Hij hield zich vooral bezig met het vreemdelingen- en asielbeleid, sport en sociale zaken. In 1992 behoorde hij tot een minderheid binnen zijn fractie die tegen het wetsvoorstel inzake uitvoering van het verdrag van Schengen stemde. Bij de Tweede Kamerverkiezingen 1994 werd hij aanvankelijk niet herkozen, maar enkele maanden later kwam hij tussentijds opnieuw in de Kamer. In 1995 was hij tevens korte tijd lid van de Provinciale Staten van Drenthe. Hij was lijsttrekker bij de verkiezingen geweest en beoogd gedeputeerde. Vanwege tweespalt in de Statenfractie van de PvdA trok hij zich terug nadat hij een nieuw college van Gedeputeerde Staten had geformeerd. Een door hem ingediend amendement in de Tweede Kamer leidde er in 1997 toe dat het mogelijk werd een personeelsvergadering of personeelsvertegenwoordiging in te stellen in ondernemingen met 10 tot 50 werknemers.
In 2002 nam hij afscheid van de Tweede Kamer. Bij zijn vertrek weigerde hij een koninklijke onderscheiding. Een jaar later werd hij lid van de Eerste Kamer. Middel hield zich in de senaat bezig met Defensie en Buitenlandse Zaken. Op 1 december 2005 werd hij benoemd tot burgemeester van Smallingerland. Na de eerste termijn van zes jaar besloot hij in 2011 af te zien van een herbenoeming. Middel is per 1 januari 2012 benoemd tot dijkgraaf van het waterschap Noorderzijlvest. Van 1 juli 2013 tot 1 juli 2017 was Middel voorzitter van de Raad van Commissarissen van FC Groningen. Hij volgde Ed Zijp op die deze functie bekleedde vanaf 1 september 2003. Hijzelf werd per 1 juli 2017 opgevolgd door Arie Wink. Per 1 juli 2022 is Middel gestopt als dijkgraaf van Noorderzijlvest.

## Persoonlijk
Bert Middel is gehuwd en heeft samen met zijn vrouw een zoon. Middel heeft daarnaast twee kinderen uit een eerder huwelijk. Zijn vrouw heeft een kind uit een eerder huwelijk.

## Publicaties
- 1976: De nieuwe elite van de PvdA
- 1978: Een verjongingskuur voor de PvdA. Opkomst, ontwikkeling en betekenis van Nieuw Links
- 1979: Tussen woord en daad. Over bibliotheek en informatie
- 1981: Welzijnsplanning, het kan (nog) beter
- 1984: Politiek in kleine gemeenten
- 1986: Veertig jaar op rozen. Ontwikkeling en betekenis van de PvdA Drenthe
- 1996: Vijftig jaar en verder. PvdA in Drenthe
- 2003: Politiek Handwerk
- 2003: Uitsluitend Insluitend
- 2018: Stegengeur. Beklemmende jeugdjaren.
- 2019: Die meneer is van ons...... Langs de macht en de onmacht van de sociaaldemocratie.

- Gemeinsame Normdatei: 1186946628
- International Standard Name Identifier: 0000 0000 3136 342X
- Library of Congress Control Number: n79139582
- Nederlandse Thesaurus van Auteursnamen: 067548067
- Parlement.com: vg09llqoc3qw
- Virtual International Authority File: 48049667
- WorldCat: E39PBJx8Jrvgbm9XdkyDWTGGpP